# Biton wicki
Biton wicki är en spindeldjursart som först beskrevs av J. Birula 1915.  Biton wicki ingår i släktet Biton och familjen Daesiidae. Inga underarter finns listade.